# Ридле, Алессандро
Алессандро Федерико Карл-Хайнц Ридле (нем. Alessandro Federico Karl-Heinz Riedle; 14 августа 1991, Линденберг-им-Алльгой) — немецкий футболист, нападающий клуба «Брюль». Сын известного немецкого футболиста Карла-Хайнца Ридле.

## Карьера

### Клубная
Воспитанник английского футбола: обучался в академиях «Ливерпуля» и «Фулхэма» (клубах, где играл отец), а в мае 2001 года поступил в школу «Грассхоппер». В 2009 году подписал контракт с клубом, в составе которого отыграл 10 игр, первая из них пришлась на 11 марта 2009 года в Швейцарской Суперлиге (матч против «Ксамакса»). 4 июня 2009 года подписал контракт со «Штутгартом» на два года, выступал в его фарм-клубе. 30 августа 2010 года вернулся в «Грассхоппер», сейчас на правах аренды играет за «Беллинцону».

### В сборной
В сборной Германии до 19 лет провёл два матча.